# Пептан, Корина
Корина Пептан (рум. Corina Peptan; род. 17 марта 1978, Бумбешти-Жиу) — румынская шахматистка, гроссмейстер среди женщин (1995), международный мастер среди мужчин (2004).

## Биография
В возрасте тринадцати лет стала победительницей чемпионата Румынии по шахматам среди женщин, а в общей сложности на чемпионатах Румынии завоевала шестнадцать медалей: одиннадцать золотых, две серебряные и три бронзовые.
Многократный лауреат юношеских чемпионатах Европы и мира по шахматам в различных возрастных группах, в которых завоевала четыре золотых (в 1988 году на чемпионате мира в группе U10, в 1990 году на чемпионате мира в группе U12, в 1991 году на чемпионате мира в группе U14, в 1995 году на чемпионате мира в группе U18), четыре серебряных (в 1992 году на чемпионате мира в группе U14, в 1992 году на чемпионате Европы в группе U14, в 1993 году на чемпионате Европы в группе U16, в 1996 году на чемпионате мира в группе U20) и пять бронзовых (в 1989 году на чемпионате мира в группе U12, в 1991 году на чемпионате Европы в группе U14, в 1994 году на чемпионате Европы в группе U16, в 1995 году на чемпионате мира в группе U20, в 1996 году на чемпионате мира в группе U18) медали.
Участвовала в женских чемпионатах мира по шахматам по системе с выбиванием:
- в 2000 году в Нью-Дели после побед над Моникой Кальсеттой Руис, Майей Чибурданидзе и Наной Иоселиани попала в четвертой круг, где уступила Цинь Каньин[2];
- в 2001 году в Москве после побед в первых двух турах (в том числе и над Навой Старр) в третьем туре проиграла Эльмире Скрипченко[3];
- в 2004 году в Элисте в первом туре победила Русудан Голетиани, но проиграла во втором туре[4].

В 1998 году победила в клубном кубке Европы по шахматам среди женских команд в составе команды Тимишоара «AEM-Luxten Timişoara».
Победительница многих международных шахматных турнирах среди женщин, в том числе Тимишоаре (1995, 2002), Белграде (1995), Кишинёве (1998), Остраве (1999), в мемориале Марии Албулец в Брэиле (2008).
Представляла сборную Румынии на крупнейших командных турнирах по шахматам:
- в шахматных олимпиадах участвовала десять раз (1992—1998, 2002—2008, 2014—2016). В индивидуальном зачете завоевала золотую (2004) и серебряную (1994) медаль;
- в командных чемпионатах Европы по шахматам участвовала шесть раз (1992—1999, 2005—2009). В командном зачете завоевала серебряную (1997) и бронзовую (1999) медаль.

## Награды
- Медаль ордена «За заслуги» II степени (2000)[6]